# Jakob Kühnhaus
Jakob Kühnhaus (eigentlich: Jacob Kühnhaus) (* 19. März 1782 in Velbert; † 4. Juni 1844 in Gladbach) war Textilfabrikant und Bürgermeister in Gladbach.

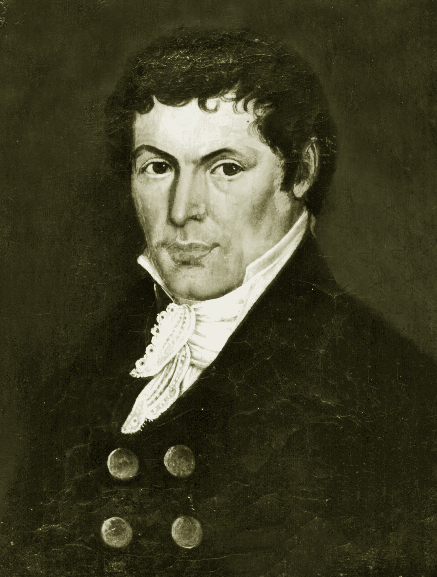
Jakob Kühnhaus, um 1835

## Leben
Jakob Kühnhaus wurde im bergischen Velbert geboren. Die Familie betrieb später in Essen-Kettwig die Mühle „vor der Brücke“. Zu Beginn des 19. Jahrhunderts siedelte er nach Gladbach über und betätigte sich dort als Leinwandfabrikant.
In erster Ehe heiratete er Anna Margaretha Klaumann, nach ihrem Tod ging er 1825 mit der aus Ede stammenden Helene Hollweg geb. Esser eine zweite Ehe ein.
Im Alter von 62 Jahren starb Kühnhaus am 4. Juni 1844 in Gladbach und wurde auf dem evangelischen Friedhof der Stadt beigesetzt. Anders als die Grabstätten vieler bedeutender evangelischer Familien ist sein Grab heute nicht mehr vorhanden.

## Bürgermeister
Am 2. März 1822 wurde Kühnhaus zum Bürgermeister fast aller zum ehemaligen Unteramt Gladbach gehörenden Gemeinden ernannt: Gladbach mit der ehemals selbständigen Gemeinde Hardt, Obergeburth, Oberniedergeburth und Unterniedergeburth.
Bereits im ersten Jahr seiner Amtszeit veranlasste er die Überarbeitung der noch aus der Franzosenzeit stammenden Katasterpläne mit dem Ziel, die nach 1798 willkürlich aufgeteilten Gemeinden neu zu ordnen und so die Verwaltung zu vereinfachen. Zu der von ihm angedachten Gebietsreform kam es allerdings erst im Jahr 1836.
Kühnhaus bezog nach seinem Antritt eine Dienstwohnung im angemieteten Gemeindebüro auf der oberen Crefelder Straße, der heutigen Hindenburgstraße. Als Mitarbeiter stand ihm ein Verwaltungssekretär zur Seite. Die Leitung der Dienstgeschäfte in den Außenbezirken – Obergeburth, Oberniedergeburth und Unterniedergeburth – übertrug er den dort wohnenden Beigeordneten und griff nur selten in die laufenden Amtsgeschäfte ein. Die bei Bedarf einzuberufenden Gemeinderatssitzungen fanden jedoch im Allgemeinen unter seinem Vorsitz statt.
Im August 1835 erwarb Jakob Kühnhaus die ehemaligen Abteigebäude der Gladbacher Benediktinerabtei, die nach der Säkularisation als Fabrik genutzt wurden, um dort Rathaus und Dienstwohnung des Bürgermeisters einzurichten. Auch heute noch ist das „Rathaus Abtei“ neben dem Rathaus Rheydt Sitzungsort des Gladbacher Stadtrates und Dienstsitz des Oberbürgermeisters.
Am 19. Mai 1836 legte er das Amt des Bürgermeisters von Neuwerk, bis 1835 Unterniedergeburth, nieder. In der Stadt Gladbach mit den dazugehörenden Spezialgemeinden Obergeburth und Oberniedergeburth sowie in Hardt blieb er bis zu seinem Tod im Amt.